# Hockey Club Pustertal-Val Pusteria 2008-2009
Questa pagina contiene i dati relativi alla stagione hockeystica 2008-2009 della società di hockey su ghiaccio HC Val Pusteria.

## Roster

### Portieri
Kelly Guard, Tuomas Nissinen, Dominique Ploner

### Difensori
Jan Vodrazka, Mike Jarmuth, Armin Hofer, Christian Willeit, Christian Mair - A

### Attaccanti
Max Oberrauch, Patrick Iannone, Joe Tallari, Greg Barber, Thomas Pichler - C, Patrick Bona, Philipp Platter, Matthias Marchiori, Lukas Tauber, Thomas Erlacher, Thomas Trenker, Brendan Bernakevitch, Greg Watson - A, Felix Oberrauch

### Allenatore
Stefan Mair